# Памятники Минска
Статья посвящена городской скульптуре столицы Беларуси города Минска.
Большое количество памятников, мемориалов, стел и обелисков было воздвигнуто во времена БССР, а также после обретения независимости. Они посвящены как историческим событиям и персонам, так и собирательным образам.

## Заводской район
| Памятник                                                                        | Изображение | Год открытия | Автор(ы)       | Местонахождение                                       |
| ------------------------------------------------------------------------------- | ----------- | ------------ | -------------- | ----------------------------------------------------- |
| Обелиск на месте истребления узников концлагеря Малый Тростенец в 1941—1944 гг. |             | 1963         |                | Улица Ельницкая                                       |
| Женщина на зубре                                                                |             | 2004         | В. П. Занкович | Около ДК МАЗ (Партизанский проспект, 117а)            |
| Беларусь партизанская                                                           |             | 2005         | В. П. Занкович | Пересечение Партизанского проспекта и улицы Варвашени |
| Ребёнок в туфельке                                                              |             |              |                | Около гостиницы «Турист» (Партизанский проспект, 81)  |
| Фигура в кулаке                                                                 |             |              |                | Около гостиницы «Турист» (Партизанский проспект, 81)  |
| Молодая пара                                                                    |             |              |                | Около гостиницы «Турист» (Партизанский проспект, 81)  |
| Мать с ребёнком                                                                 |             |              |                | Около гостиницы «Турист» (Партизанский проспект, 81)  |
| Человек с гитарой                                                               |             |              |                | Около гостиницы «Турист» (Партизанский проспект, 81)  |

## Ленинский район
| Памятник           | Изображение | Год открытия | Автор(ы)                                                            | Местонахождение                                                                              |
| ------------------ | ----------- | ------------ | ------------------------------------------------------------------- | -------------------------------------------------------------------------------------------- |
| Мальчик с лебедем  |             | 1874         | Теодор Калиде                                                       | Александровский сквер                                                                        |
| Сергей Киров       |             | 1945         |                                                                     | Около главного корпуса станкостроительного завода им. С. М. Кирова (ул. Красноармейская, 21) |
| Сергей Грицевец    |             | 1955         | скульптор — З. И. Азгур архитекторы — Г. В. Сысоев, С. С. Мусинский | Пересечение проспекта Независимости и улицы Ленина                                           |
| Феликс Дзержинский |             | 1959         | скульптор — З. И. Азгур архитектор — В. М. Волчек                   | Пересечение проспекта Независимости и улицы Комсомольской                                    |
| Стена Цоя          |             |              |                                                                     | Ляховский сквер                                                                              |

## Московский район
| Памятник                         | Изображение | Год открытия | Автор(ы)                                                                 | Местонахождение                                                                               |
| -------------------------------- | ----------- | ------------ | ------------------------------------------------------------------------ | --------------------------------------------------------------------------------------------- |
| Памятник Ленину                  |             | 1933         | скульптор — М. Г. Манизер архитектор — И. Г. Лангбард                    | Площадь Независимости                                                                         |
| Архангел Михаил побеждает змея   |             | 1996         | Голубев И. В.                                                            | Площадь Независимости, около Красного костёла                                                 |
| Колокол Нагасаки                 |             | 2000         |                                                                          | Площадь Независимости, около Красного костёла                                                 |
| Юность                           |             |              | скульптор — А. А. Аникейчик архитектор — С. Мусинский                    | За Красным костёлом                                                                           |
| Зодчий                           |             | 2007         | В. И. Жбанов                                                             | Площадь Независимости, около здания Комитета архитектуры и градостроительства Мингорисполкома |
| Франциск Скорина                 |             | 1988         | С. А. Адашкевич                                                          | Внутренний двор БГУ (проспект Независимости, 4)                                               |
| Кирилл Туровский                 |             | 1996         | А. В. Прохоров                                                           | Внутренний двор БГУ (проспект Независимости, 4)                                               |
| Николай Гусовский                |             | 1998         | Владимир Пантелеев                                                       | Внутренний двор БГУ (проспект Независимости, 4)                                               |
| Симон Будный и Василий Тяпинский |             | 2000         | И.Голубев                                                                | Внутренний двор БГУ (проспект Независимости, 4)                                               |
| Евфросиния Полоцкая              |             | 2000         | И. Голубев                                                               | Внутренний двор БГУ (проспект Независимости, 4)                                               |
| Батлейка                         |             | 1981         | Леонид Зильбер                                                           | Сендайский сквер                                                                              |
| Георгий Жуков                    |             | 2007         | скульптор — А. Е. Артимович архитектор — А. П. Жилинский                 | Сквер им. Жукова                                                                              |
| Нулевой километр Беларуси        |             | 1998         | А. С. Сардаров, А. М. Финский, Виктор Заведеев                           | Октябрьская площадь                                                                           |
| Тамара Галабурда                 |             | 1970         |                                                                          | Около СШ№ 105 (улица Хмелевского, 12а)                                                        |
| Адам Мицкевич                    |             | 2003         | скульпторы — А. М. Заспицкий, А. М. Финский архитектор — Георгий Фёдоров | Улица Городской Вал                                                                           |
| Городовой                        |             | 2017         | скульптор — Александр Дранец                                             | Около здания МВД (ул. Городской Вал, д. 3)                                                    |

## Октябрьский район
| Памятник           | Изображение | Год открытия | Автор(ы)                                          | Местонахождение                                     |
| ------------------ | ----------- | ------------ | ------------------------------------------------- | --------------------------------------------------- |
| Тимофей Ромашкин   |             | 1965         | скульптор — Г.Постников архитектор — Г. Заборский | Улица Аэродромная, в сквере у аэропорта «Минск-1»   |
| Незнакомка         |             | 1998         | В. И. Жбанов                                      | Михайловский сквер                                  |
| Прикуривающий      |             | 1999         | В. И. Жбанов                                      | Михайловский сквер                                  |
| Девочка с зонтиком |             | 2000         | В. И. Жбанов                                      | Михайловский сквер                                  |
| Максим Богданович  |             |              |                                                   | Филиал Музея М. Богдановича на ул. Рабкоровской, 17 |

## Партизанский район
| Памятник                        | Изображение | Год открытия | Автор(ы) | Местонахождение                                       |
| ------------------------------- | ----------- | ------------ | -------- | ----------------------------------------------------- |
| Памятник первому трактору МТЗ-2 |             | 2016         |          | Сквер «70 лет МТЗ», около Минского тракторного завода |

## Первомайский район
| Памятник                                                                        | Изображение | Год открытия | Автор(ы)                                                                       | Местонахождение                                                                   |
| ------------------------------------------------------------------------------- | ----------- | ------------ | ------------------------------------------------------------------------------ | --------------------------------------------------------------------------------- |
| Памятник Ленину                                                                 |             | 1957         |                                                                                | Около Минского электромеханического завода (улица Волгоградская, 6)               |
| Мемориальный знак воинам-связистам, погибшим в годы Великой Отечественной войны |             | 1976         |                                                                                | Студенческий двор БГАС (ул. П.Бровки, 14)                                         |
| Памятник Михаилу Калинину                                                       |             | 1978         | скульпторы — В. Полийчук, И. Глебов, архитекторы — Ю. Григорьев, А. Невзоров   | Площадь Калинина                                                                  |
| Яков Зельдович                                                                  |             | 1978         |                                                                                | Около Объединённого института проблем информатики НАН Беларуси (ул. Сурганава, 6) |
| Почтальон                                                                       |             | 2005         | скульпторы — В. И. Жбанов, Е. А. Колчев архитектор — Ю. М. Градов              | Проспект Независимости, 73                                                        |
| Франциск Скорина                                                                |             | 2005         | скульптор — Александр Дранец                                                   | Около Национальной библиотеки                                                     |
| Преемственность белорусской науки                                               |             | 2018         | скульпторы — Елена Хараберуш, Леонард Покульницкий архитектор — Армен Сардаров | Перед зданием президиума НАН Беларуси (пр-т Независимости, 66)                    |
| В честь основания парка возле Национальной библиотеки                           |             |              |                                                                                | Пересечение проспекта Независимости и улицы Филимонова                            |

## Советский район
| Памятник                                                                  | Изображение | Год открытия | Автор(ы)                                                                         | Местонахождение                            |
| ------------------------------------------------------------------------- | ----------- | ------------ | -------------------------------------------------------------------------------- | ------------------------------------------ |
| Янка Купала                                                               |             | 1969         | А. А. Аникейчик, А. М. Заспицкий, М. Г. Мызников                                 | Памятник на могиле поэта, Военное кладбище |
| Якуб Колас и его герои: - Сымон-музыка - Дед Талаш                        |             | 1972         | скульптор — З. И. Азгур архитекторы — Ю. М. Градов, З. Г. Заборский, Л. М. Левин | Площадь Якуба Коласа                       |
| Играющие дети                                                             |             | 1981         | Николай Кондратьев                                                               | Улица Веры Хоружей, 16                     |
| Дама с собачкой                                                           |             | 2002         | В. И. Жбанов                                                                     | Около Комаровского рынка                   |
| Торговка семечками                                                        |             | 2002         | Олег Куприянов                                                                   | Около Комаровского рынка                   |
| Фотограф                                                                  |             | 2002         | В. И. Жбанов                                                                     | Около Комаровского рынка                   |
| Лошадь и воробей                                                          |             | 2002         | В. И. Жбанов                                                                     | Около Комаровского рынка                   |
| Гуси                                                                      |             | 2003         | В. И. Жбанов. Евгений Колчев                                                     | Около Комаровского рынка                   |
| Корова                                                                    |             | 2019         | Николай Байрачный                                                                | Около Комаровского рынка                   |
| Владимир Мулявин                                                          |             | 2017         |                                                                                  | Бульвар Мулявина                           |
| В память о подпольной типографии, выпускавшей в 1942 году газету «Звязда» |             |              |                                                                                  | Улица Кульман, 14                          |

## Фрунзенский район
| Памятник         | Изображение | Год открытия | Автор(ы)                | Местонахождение                           |
| ---------------- | ----------- | ------------ | ----------------------- | ----------------------------------------- |
| Михаил Фрунзе    |             | 1975         | Геннадий Ильич Мурамцев | Улица Кальварийская, 39                   |
| И. И. Якубовский |             |              |                         | Пересечение улиц Якубовского и Бурдейного |

## Центральный район
| Памятник                                                                  | Изображение | Год открытия | Автор(ы) | Местонахождение |
| ------------------------------------------------------------------------- | ----------- | ------------ | --- | --- |
| Марат Казей                                                               |             | 1959         | скульптор — С. И. Селиханов архитектор — В. Волчек                                                                     | Сквер Марата Казея                                                                                                  |
| Константин Циолковский                                                    |             | 1965         | Л. Н. Гумилевский, А. М. Заспицкий                                                                                     | Центральный детский парк                                                                                            |
| Максим Горький                                                            |             | 1981         | | Центральный детский парк                                                                                            |
| З. Я. Корнеев                                                             |             |              | | Центральный детский парк                                                                                            |
| Янка Купала                                                               |             | 1972         | скульпторы — А. А. Аникейчик, Л. Н. Гумилевский, А. М. Заспицкий архитекторы — Л. Л. Левин, Ю. М. Градов               | Парк имени Янки Купалы                                                                                              |
| Купалье                                                                   |             |              | | Парк имени Янки Купалы                                                                                              |
| Франциск Скорина                                                          |             |              | | Парк имени Янки Купалы                                                                                              |
| Мемориальный комплекс «Сынам отечества, которые погибли за его пределами» |             | 1996         | Ю.Павлов, Н.Королев, Т.Королева-Павлова, В.Лапцевич, Г.Павлова, О.Павлов, Д.Хомяков                                    | Остров слёз |
| Плачущий ангел                                                            |             | 1996         | | Остров слёз |
| Монумент Победы                                                           |             | 1954         | З. Г. Заборский, В. А. Король, А. О. Бембель, А. К. Глебов, С. И. Селиханов, З. И. Азгур, С. Салтыков, С. А. Адашкевич | Площадь Победы |
| Вечный огонь                                                              |             |              | | Площадь Победы |
| Мемориал памяти жертв Stalag 352                                          |             | 1964         | | Пересечение улиц Тимирязева и Нарочанской                                                                           |
| Мемориальный знак подпольщикам                                            |             | 1984         | А. Лобачевский | Около музыкальной школы № 8 (Проспект Машерова, 48)                                                                 |
| Александр Пушкин                                                          |             | 1999         | Григорий Орехов, Юрий Орехов                                                                                           | сквер Старостинская слобода, напротив гостиницы «Беларусь»                                                          |
| Винцент Дунин-Марцинкевич и Станислав Монюшко                             |             | 2016         | | Площадь Свободы |
| Памяти жертв массовой давки 30 мая 1999 г. возле метро «Немига»           |             | 2002         | | Площадь 8 марта |
| Мемориал «Яма»                                                            |             | 1947, 2000   | архитектор — Л. М. Левин скульпторы — А. М. Финский, Эльза Полок                                                       | Пересечение улиц Мельникайте и Заславской                                                                           |
| Валентий-Вильгельм Ванькович                                              |             | 2010         | Слободчиков Владимир Иванович                                                                                          | Около дома Ваньковичей                                                                                              |
| Река памяти                                                               |             | 2012         | К. В. Селиханов | Станция метро «Октябрьская»                                                                                         |
| Девочка с совой                                                           |             |              | Леонид Зильбер | Старовиленская улица, 12 (Троицкое предместье)                                                                      |
| Городские весы                                                            |             | 2014         | А. В. Прохоров | Около городской ратуши                                                                                              |
| Место первой минской церкви                                               |             |              | | Проспект Победителей, 2                                                                                             |
| Орфей                                                                     |             | 1975         | В. П. Занкович | Перед входом в здание Минского государственного музыкального колледжа им. М. И. Глинки (ул. Грибоедова, 22)         |
| Памятник Максиму Богдановичу                                              |             | 1981         | скульптор — С. М. Вакар архитекторы — Ю. Казаков, Л. Москалевич                                                        | Площадь Парижской Коммуны                                                                                           |
| Обелиск «Минск — город-герой»                                             |             | 1985         | скульптор — В. П. Занкович архитекторы — В. В. Крамаренко, Вячеслав Евсеев, Вячеслав Романенко                         | Около Музея истории Великой Отечественной войны                                                                     |
| Язеп Дроздович                                                            |             | 1993         | скульптор — Игорь Голубев архитектор — В. Марухин                                                                      | Набережная Свислочи (пересечение улицы Максима Богдановича)                                                         |
| Тарас Шевченко                                                            |             | 2002         | скульптор — Виктор Липовка архитектор — В. В. Крамаренко                                                               | Степановский сад |
| Погибшим сотруникам и военным МВД                                         |             | 2003         | А.Дранец, В. Антонович, Б. Костин и др.                                                                                | Пересечение улиц Коммунистической и Красной                                                                         |
| Анри Дюнан                                                                |             | 2010         | Олег Куприянов | Бульвар на пересечении улиц Ленина и Карла Маркса                                                                   |
| Памятник в честь явления иконы Божией матери Минской                      |             | 2015         | скульпторы — Дмитрий Оганов, Игорь Зосимович архитектор — Сергей Багласов                                              | Зыбицкая улица |
| Музыкальная лавка Михаила Огинского                                       |             | 2015         | | Около Собора Сошествия Святого Духа                                                                                 |
| Белорусам зарубежья                                                       |             | 2017         | | Около Троицкого предместья                                                                                          |
| Монета                                                                    |             | 2020         | скульптор — Константин Костюченко архитекторы — А. С. Кобрусев, В. И. Архангельский                                    | Возле головного офиса Банка Дабрабыт (улица Коммунистическая, 49)                                                   |
| Александр Невский                                                         |             | 2023         | Скульптор —Ярослав Филиппович Архитектор —Николай Дятко                                                                | Установлен в сквере у развилки Старовиленского тракта и Нововиленской улицы, напротив Посольства России в Беларуси. |